# N'Tillit
N'Tillit is een gemeente (commune) in de regio Gao in Mali. De gemeente telt 22.300 inwoners (2009).